# Rieux-de-Pelleport
Rieux-de-Pelleport é uma comuna francesa na região administrativa de Occitânia, no departamento de Ariège. Estende-se por uma área de 8,16 km². Em 2010 a comuna tinha 1 335 habitantes (densidade: 163,6 hab./km²).